# Pantaló de peto

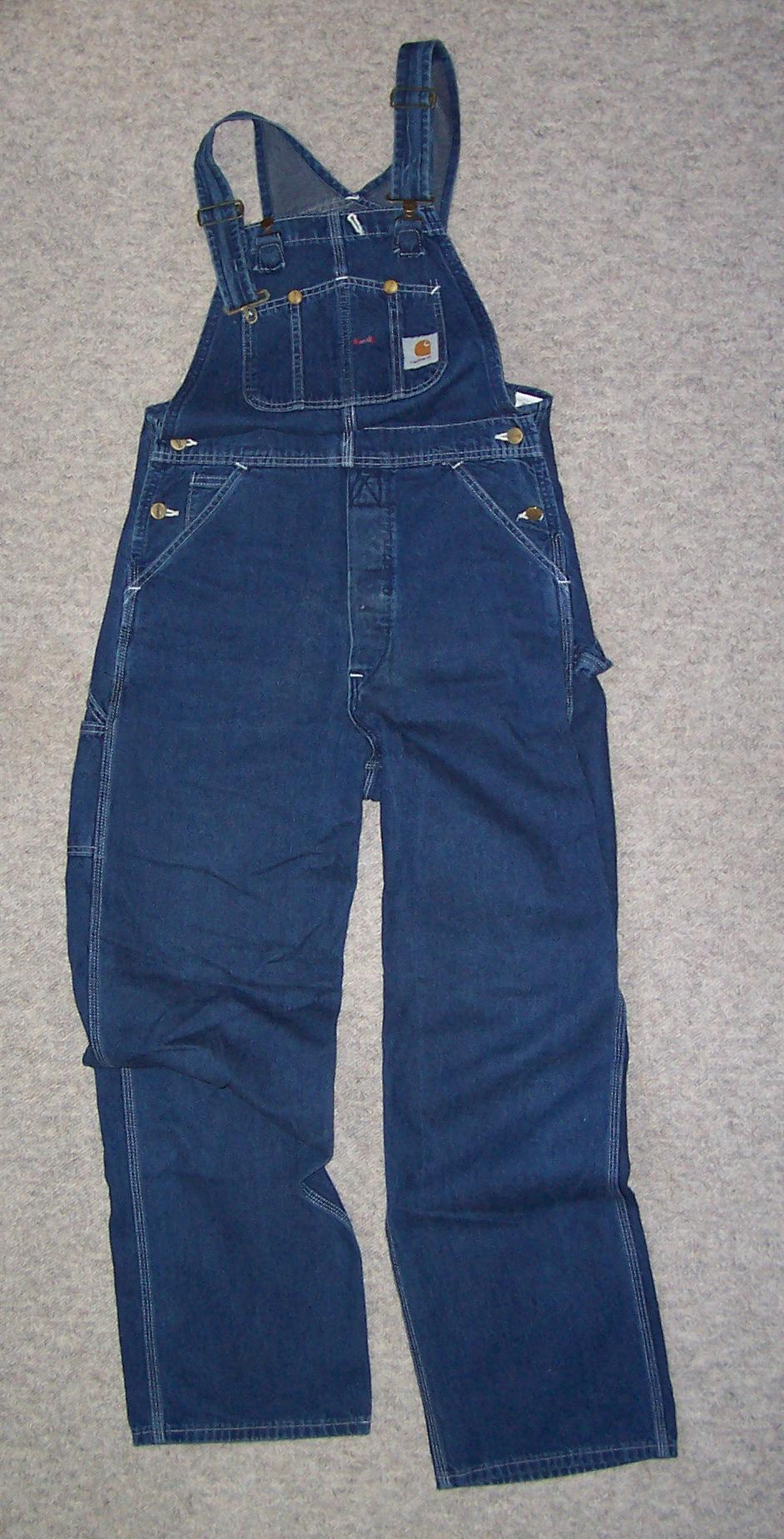
Pantaló de peto texà, de carrer

El pantaló de peto, anomenat col·loquialment peto i, a voltes, conegut com a pantaló granota, és una peça de vestir, similar a la granota, consistent en uns pantalons que duen incorporats un peto (peça que cobreix el pit) i un parell de tirants, els quals van de la part superior del peto fins a la part posterior de la cintura. El català pantaló de peto equival a l'anglès overall i dungarees. esp. pantalón con peto (o, col·loquialment, peto), fr. salopette, it. pantaloni con pettorina, port. jardineiras i calças com peitilho (jardineira al Brasil), etc.

## Ús clàssic com a roba de treball
Com la granota, el pantaló de peto sorgí a final del  segle XIX com a roba de treball, tant rural com industrial, i continua en vigor avui dia amb aquesta funció. El que és més habitual és de dur-lo sobre la roba de carrer per tal de protegir-la de la brutícia. Els pantalons de peto són típics, sobretot, dels jardiners.
També com la granota, el pantaló de peto esdevingué tot un símbol de la condició obrera.

## Ús militar
Alguns exèrcits han emprat o empren el pantaló de peto com a uniforme de feineig (per exemple, per als mecànics).
Durant els primers mesos de la Guerra Civil Espanyola, les milícies populars del bàndol republicà usaren com a uniforme de campanya allò que consideraven granota de treball, la qual, sovint, era un pantaló de peto.

## El pantaló de peto com a article de moda general
Els pantalons de peto s'usen sovint com a roba informal i de temps lliure, per llur comoditat i practicitat; en aquest cas acostumen de dur-se directament sobre la roba interior.
A partir de mitjan segle XX han sortit versions del pantaló de peto que són autèntics articles de moda, marcadament més sofisticats quant a teixit, disseny i coloració (per exemple, en roba texana), i emprats com a roba de carrer (no pas sobre aquesta). Els pantalons de peto d'aquest tipus es donen sobretot entre dones i infants; també com a vestit per a nadó.

## Puntualitzacions terminològiques
Cal distingir clarament entre el “pantaló de peto” pròpiament dit, amb la part superior consistent en peto i tirants, i, d'altra banda, la “granota”, que cobreix del tot les espatlles i els braços.
En català col·loquial és habitual anomenar els pantalons de peto simplement com a “peto”. Emperò, peto significa pròpiament ‘pitrera’, peça de roba que cobreix el pit. El terme fou estandarditzat pel TERMCAT amb aquest valor el 1994, potser per a evitar la molesta confusió amb 'pitrera, pit abundós d'una dona', i també fent-se ressò de la vitalitat i longevitat del mot.
En conseqüència, el TERMCAT també admet pantalons de peto com a equivalent de 'pantaló granota', i fins i tot peto com a equivalent de 'peça amb peto', tingui terminació de pantaló o de faldilla. Així doncs, i en nom de la precisió, podríem distingir entre el valor propi de peto (part superior de la peça), d'una banda, i pantalons de peto (amb terminació de pantaló) i vestit de peto (amb terminació de faldilla). El vestit de peto, emperò, es coneix generalment com a pitxi, sense deixar d'admetre peto en contextos estrictament col·loquials, com a designació indistinta d'ambdós tipus de peça de roba.